# Roscrea
Roscrea (Irsk: Ros Cré) er en irsk by i County Tipperary i provinsen Munster, i den sydvestlige del af Republikken Irland med en befolkning (inkl. opland) på 4.910 indb. i 2006 (4.578 i 2002) 